# Oțetar galben
Oțetarul galben (Koelreuteria paniculata) este o specie de Koelreuteria originar din estul Asiei, China și Coreea.

## Calendarul melifer
| Luna       | Nectar | Polen | Comentarii |
| ---------- | ------ | ----- | ---------- |
| Ianuarie   |        |       |            |
| Februarie  |        |       |            |
| Martie     |        |       |            |
| Aprilie    |        |       |            |
| Mai        |        |       |            |
| Iunie      |        |       |            |
| Iulie      |        |       |            |
| August     |        |       |            |
| Septembrie |        |       |            |
| Octombrie  |        |       |            |
| Noiembrie  |        |       |            |
| Decembrie  |        |       |            |